# Sarkis Sartsjajan
Sarkis Sartsjajan (Batoemi, Georgische SSR, 26 november 1947 - 24 januari 2021) was een professioneel tafeltennisser die uitkwam voor de Sovjet-Unie.
Hij behaalde zilver in het gemengd dubbelspel op de wereldkampioenschappen 1975.

## Belangrijkste resultaten
- WK
  -  Zilver in het gemengd dubbelspel in 1975 in Calcutta met Elmira Antonjan.
- EK
  -  Zilver met het team in 1966 in Londen.
  -  Zilver met het team in 1968 in Lyon.
  -  Zilver in het gemengd dubbelspel in 1970 in Moskou met Rita Pogosova.
  -  Brons in het dubbelspel in 1974 in Novi Sad met Stanislav Gomozkov.
  -  Brons met het team in 1976 in Praag.
  -  Brons met het team in 1978 in Duisburg.
  -  Brons in het gemengd dubbelspel in 1978 in Duisburg met Anita Zacharjan.
- Top-12
  -  Brons in 1976